# Heckhuscheid
Heckhuscheid ist eine Ortsgemeinde im Eifelkreis Bitburg-Prüm in Rheinland-Pfalz. Sie gehört der Verbandsgemeinde Prüm an.

## Geographie
Heckhuscheid befindet sich auf einer bewaldeten Hochfläche an der Schneifel, den westlichen Ausläufern der Eifel, mit seinen Hochmooren dicht an der Grenze zu Belgien.
Zu Heckhuscheid gehören auch der Weiler Heckhuscheiderstraße sowie die Wohnplätze Dackscheid (Teil), Halenfeld und Halvent.
Nachbarorte sind die Ortsgemeinde Winterspelt und dessen Ortsteil Eigelscheid im Norden, die Ortsgemeinden Habscheid im Osten, Kesfeld und Großkampenberg im Süden, sowie die bereits zu Belgien gehörende Gemeinde Burg-Reuland mit ihrem Dorf Steffeshausen.

## Geschichte
Die Entstehung der Straßensiedlung geht möglicherweise schon auf das 12. Jahrhundert zurück. Urkundlich wurde der Ort erstmals im Jahre 1532 als Hoscheid erwähnt. Erst im 18. Jahrhundert wurde der Name Heckhuscheid gebräuchlich.
„Heck“ wurde eingefügt zur Unterscheidung von zwei weiteren Dörfern mit dem Namen „Huscheid“. „Heck“ beutet vermutlich „Hecke“ bzw. „Niederwald“.
Bis Ende des 18. Jahrhunderts gehörte Heckhuscheid zum Verwaltungs- und Gerichtsbezirk der Meierei Leidenborn in der Herrschaft Dasburg im Herzogtum Luxemburg. Im Jahr 1794 hatten französische Revolutionstruppen die Österreichischen Niederlande, zu denen das Herzogtum Luxemburg gehörte, besetzt und im Oktober 1795 annektiert. Heckhuscheid gehörte zum Kanton Arzfeld, der verwaltungsmäßig dem Arrondissement Bitburg im Departement der Wälder zugeordnet war. Wie die umliegenden Orte wurde Heckhuscheid 1815 preußisch. Unter der preußischen Verwaltung wurde Heckhuscheid der Bürgermeisterei Leidenborn im 1816 neu gebildeten Kreis Prüm im Regierungsbezirk Trier zugeordnet, der von 1822 an zur Rheinprovinz gehörte. Seit 1970 gehört die Gemeinde der Verbandsgemeinde Prüm an.
Bevölkerungsentwicklung
Die Entwicklung der Einwohnerzahl von Heckhuscheid, die Werte von 1871 bis 1987 beruhen auf Volkszählungen:
| Jahr | Einwohner |
| ---- | --------- |
| 1815 | 144       |
| 1835 | 198       |
| 1871 | 239       |
| 1905 | 243       |
| 1939 | 277       |
| 1950 | 240       |
| 1961 | 227       |

| Jahr | Einwohner |
| ---- | --------- |
| 1970 | 208       |
| 1987 | 187       |
| 1987 | 176       |
| 2005 | 152       |
| 2011 | 151       |
| 2017 | 159       |
| 2023 | 158       |

## Politik

### Bürgermeister
Josef Arens ist seit dem 2. Juli 2014 Ortsbürgermeister von Heckhuscheid.

### Wappen
| Wappen von Heckhuscheid | Blasonierung: „Über einem grünen Dreiberg rot und silber schräglinks geteilt. Vorn ein silbernes, zerbrochenes, achtspeichiges mit Messern besetztes Rad. Hinten zwei rote Rohrkolben mit grünem Blattwerk.“ |
| Wappen von Heckhuscheid | Wappenbegründung: Heckhuscheid entstand im Mittelalter und lag damals im Grenzbereich der beiden Grundherrschaften Abtei Prüm und Grafschaft Vianden. Von beiden wurden die heraldischen Farben Rot und Silber ins Wappen übernommen. Der grüne Dreiberg symbolisiert einerseits die Höhenlage des Ortes (550 Meter über NN), andererseits den Hauptort mit den beiden Weilern Dackscheid und Halvent. Das silberne, zerbrochene Rad mit Messern, vorn im schräglinks geteilten Wappen ist das Attribut der hl. Katharina von Alexandria, der Patronin der Heckhuscheider Kapelle. Zu Heckhuscheid gehören auch die beiden, unter Naturschutz stehenden wertvollen Feuchtlebensräume Irsenfenn und Riesterfenn, die durch zwei rote Schilfkolben mit grünem Blattwerk im Wappen dargestellt werden. |

## Kultur und Sehenswürdigkeiten

### Bauwerke

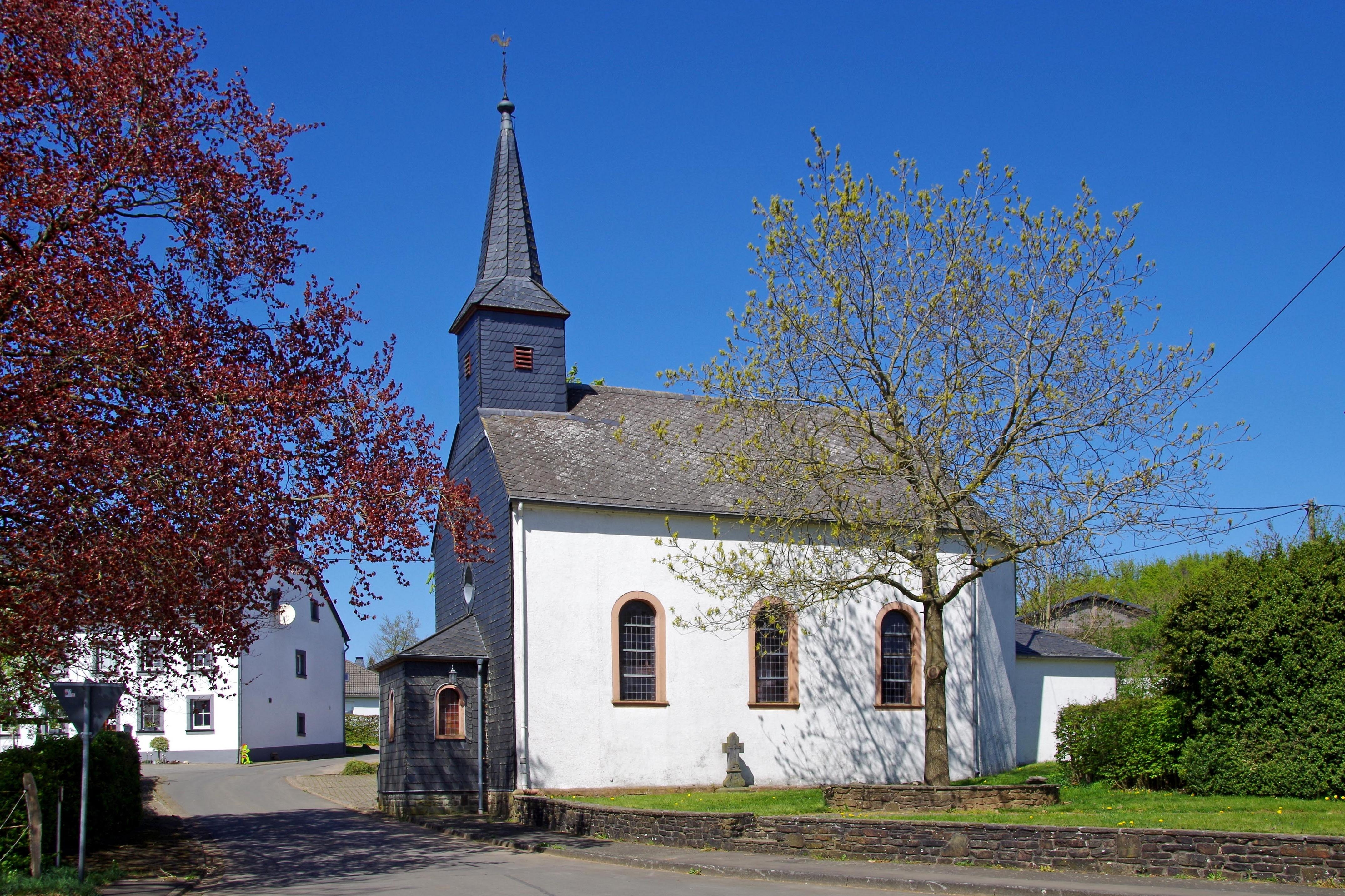
St. Katharina und Benedikt

- St. Katharina und BenediktAn der Dorfstraße befindet sich die Kapelle St. Katharina. Sie wurde erstmals 1532 erwähnt. Im Jahre 1864 wurde sie wegen Baufälligkeit bis auf den Grund abgerissen und 1868 in neuromanischem Baustil neu errichtet.
- Sehenswert sind auch sieben alte Wegkreuze, insbesondere das Katharinenkreuz.
- Unweit von Heckhuscheid verlief der Westwall. An der Landesstraße 9 in Richtung Üttfeld sind noch gut erhaltene Teile der Höckerlinie aus der Zeit des Nationalsozialismus zu besichtigen.

### Regelmäßige Veranstaltungen
- Am dritten Sonntag nach Pfingsten feiert Heckhuscheid alljährlich eine Kirmes.
- Ende September ist jährlich die Hannerbesch-Party in Heckhuscheid, die mittlerweile zu den größten Partys der Region angewachsen ist. Veranstaltet wird diese von der Jugend Heckhuscheid
- Theater in Heckhuscheid im November. Schon seit über achtzig Jahren begeistern die Heckhuscheider auf der Bühne das Publikum wieder neu.

## Persönlichkeiten
- Josef Lenz (* 1892 in Heckhuscheid; † 1974 in Trier), römisch-katholischer Theologe und Hochschullehrer